# Funículo

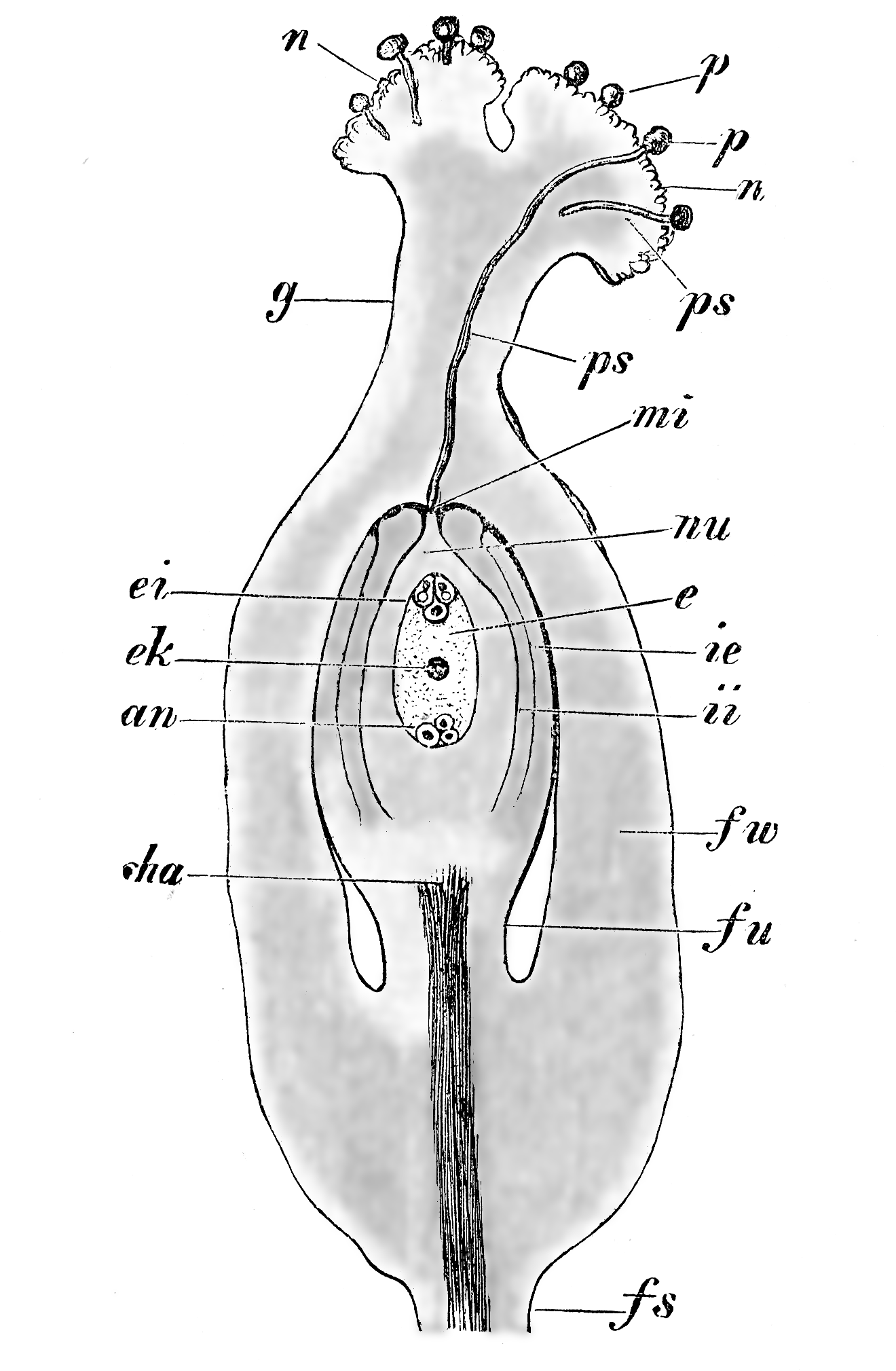
Ovário de Fallopia convolvulus após a fecundação : fu funículo (48 ×).

Funículo (do latim funicŭlu-, «cordel», «pequena corda») é a designação dada em diversos ramos da biologia e da biomedicina, especialmente na anatomia de diversos grupos biológicos e na morfologia vegetal, a estruturas de ligação finas e filiformes que liguem partes de um órgão ou um órgão a uma estrutura de suporte.	
O termo é utilizado no seguinte contexto:
- Anatomia humana
  - Funículo lateral — a porção lateral da medula espinal composta por substância branca;
  - Funículo anterior — uma estrutura da medula espinal;
  - Funículo posterior — uma estrutura da medula espinal;
- Anatomia animal
  - Funículo antenal — a região de ligação das antenas dos insetos;
- Anatomia vegetal
  - Funículo ovular — o órgão peduncular que suporta o óvulo vegetal, fixando-o à placenta;
- Reprodução	
  - Funículo espermático — a estrutura formada pelo epidídimo e pelos tecidos que o circundam;
  - Funículo umbilical — parte do cordão umbilical dos mamíferos.